# Пролетарська селищна рада (Ровеньки)
Пролетарська се́лищна ра́да — орган місцевого самоврядування у складі Ровеньківської міської ради Луганської області. Адміністративний центр — селище міського типу Пролетарський.

## Загальні відомості
- Пролетарська селищна рада утворена в 1943 році.
- Територія ради: 3,473 км²
- Населення ради: 2 280 осіб (станом на 2001 рік)

## Населені пункти
Селищній раді підпорядковані населені пункти:
- смт Пролетарський
- с-ще Новоукраїнка
- с. Чапаєвка

## Склад ради
Рада складається з 16 депутатів та голови.
- Голова ради: Шамрай Олександр Іванович
- Секретар ради: Ярошенко Наталія Іванівна

### Керівний склад попередніх скликань
| ПІБ                       | Основні відомості                                                                     | Дата обрання | Дата звільнення |
| ------------------------- | ------------------------------------------------------------------------------------- | ------------ | --------------- |
| Шамрай Олександр Іванович | Селищний голова, 1955 року народження, освіта вища, безпартійний                      | 26.03.2006   | 31.10.2010      |
| Шамрай Олександр Іванович | Селищний голова, 1955 року народження, освіта вища, член Комуністичної партії України | 31.10.2010   |                 |

Примітка: таблиця складена за даними джерела

### Депутати
За результатами місцевих виборів 2010 року депутатами ради стали:

#### За суб'єктами висування
| Суб'єкт висування           | Кількість обраних депутатів | %    |
| --------------------------- | --------------------------- | ---- |
| Партія регіонів             | 14                          | 87,5 |
| Комуністична партія України | 2                           | 12,5 |

#### За округами
| № округу                    | Прізвище, ім'я, по батькові         | Дата визнання обраним | Освіта         | Партійна приналежність            | Відомості про обраного депутата                                      |
| --------------------------- | ----------------------------------- | --------------------- | -------------- | --------------------------------- | -------------------------------------------------------------------- |
| Комуністична партія України |                                     |                       |                |                                   |                                                                      |
| 14                          | Савчук Надія Олександрівна          | 02.11.2010            | Освіта середня | член Комуністичної партії України | Новоукраїнський фельдшерський пункт, завідувач                       |
| 15                          | Горбатенко Віта Олександрівна       | 02.11.2010            | Освіта середня | член Комуністичної партії України | Центр соціального обслуговування, завідувач відділення               |
| Партія регіонів             |                                     |                       |                |                                   |                                                                      |
| 1                           | Карліковська Світлана Володимирівна | 02.11.2010            | Освіта середня | позапартійна                      | тимчасово не працює                                                  |
| 2                           | Тищенко Зоя Миколаївна              | 02.11.2010            | Освіта вища    | позапартійна                      | пенсіонер                                                            |
| 3                           | Чорний Олександр Володимирович      | 02.11.2010            | Освіта вища    | позапартійний                     | ВП «Шахта ім. Фрунзе», начальник зміни з охорони праці               |
| 4                           | Мірошникова Лариса Миколаївна       | 02.11.2010            | Освіта середня | член Партії регіонів              | пенсіонер                                                            |
| 5                           | Логвиненко Олена Миколаївна         | 02.11.2010            | Освіта середня | позапартійна                      | ВП «Шахта ім. Фрунзе», оператор котельних установок                  |
| 6                           | Цибулін Микола Іванович             | 02.11.2010            | Освіта середня | позапартійний                     | ВП «Шахта ім. Фрунзе», машиніст підземних установок                  |
| 7                           | Ярошенко Наталія Іванівна           | 02.11.2010            | Освіта середня | позапартійна                      | Пролетарська селищна рада, секретар                                  |
| 8                           | Похило Тетяна Василівна             | 02.11.2010            | Освіта середня | позапартійна                      | тимчасово не працює                                                  |
| 9                           | Семак Раїса Миколаївна              | 02.11.2010            | Освіта середня | позапартійна                      | тимчасово не працює                                                  |
| 10                          | Романова Оксана Олександрівна       | 02.11.2010            | Освіта середня | позапартійна                      | Пролетарська загальноосвітня школа, секретар                         |
| 11                          | Сологуб Сергій Олександрович        | 02.11.2010            | Освіта середня | позапартійний                     | ВП "Шахта «Комсомольська» ДП «Антрацит», гірничий робітник-підземник |
| 12                          | Василевська Олена Олександрівна     | 02.11.2010            | Освіта середня | член Партії регіонів              | ВП «Шахта ім. Фрунзе», машиніст підйомної установки                  |
| 13                          | Сербовченко Світлана Петрівна       | 02.11.2010            | Освіта середня | позапартійна                      | Чапаєвський фельдшерський пункт, завідувач                           |
| 16                          | Андрійчук Олена Анатоліївна         | 02.11.2010            | Освіта середня | позапартійна                      | тимчасово не працює                                                  |